# Stockholm Open 2008
Lo Stockholm Open 2008 è stato un torneo di tennis giocato sul cemento indoor. 
È stata la 40ª edizione dello Stockholm Open, che fa parte della categoria International Series nell'ambito dell'ATP Tour 2008.
Il torneo si è giocato al Kungliga tennishallen di Stoccolma in Svezia, dal 6 al 12 ottobre 2008.

## Campioni

### Singolare
David Nalbandian ha battuto in finale  Robin Söderling con il punteggio di 6–2, 5–7, 6–3

### Doppio
Jonas Björkman /  Kevin Ullyett hanno battuto in finale  Johan Brunström /  Michael Ryderstedt con il punteggio di 6–1, 6–3